# Muscles (песня)
«Muscles» (с англ. — «Мускулы») — песня, записанная американской певицей Дайаной Росс для её двенадцатого студийного альбома Silk Electric в 1982 году. Автором и продюсером песни стал Майкл Джексон.
Песня была выпущена в качестве сингла в сентябре 1982 года. Её ждал успех в Америке и Европе, где она смогла попасть в десятку лучших в чартах в США, Швеции и Нидерландах.
Композиция принесла певице двенадцатую и последнюю номинацию на премии «Грэмми» в категории «Лучшее женское вокальное исполнение в стиле ритм-н-блюз».

## Чарты
| Чарты (1982)                              | Пиковая позиция |
| ----------------------------------------- | --------------- |
| Австралия (Kent Music Report)             | 50              |
| Бельгия/Фландрия (Ultratop 50)            | 14              |
| Нидерланды (Single Top 100)               | 10              |
| Нидерланды (Dutch Top 40)                 | 10              |
| Германия (Offizielle Top 100)             | 69              |
| Финляндия (Suomen virallinen singlelista) | 16              |
| Франция (IFOP)                            | 23              |
| Ирландия (IRMA)                           | 23              |
| Новая Зеландия (Recorded Music NZ)        | 18              |
| Швеция (Sverigetopplistan)                | 6               |
| Великобритания (OCC UK Singles)           | 15              |
| США (Billboard Hot 100)                   | 10              |
| США (Billboard Hot R&B/Hip-Hop Songs)     | 4               |
| США (Billboard Adult Contemporary)        | 36              |